# پرچم دریایی شهروندی
یک پرچم دریایی شهروندی یک پرچم دریایی است که توسط کشتی‌های غیرنظامی برای مشخص کردن ملیت آن‌ها استفاده می‌شود. این پرچم می‌تواند همانند یا متفاوت با پرچم دریایی دولتی و پرچم دریایی جنگی باشد. این پرچم ممکن است پرچم دریایی بازرگانی نیز خوانده شود. برخی از کشورها حتی پرچم‌های خاصی برای قایق‌های بادبانی نیز دارند.
بیش‌تر کشورها تنها یک پرچم ملی و پرچم دریایی برای تمام اهداف دارند. در کشورهای دیگر تمایزی میان پرچم‌های زمینی، شهروندی، دولتی، دریایی و نظامی (ناوها) وجود دارد. برای نمونه، در مورد پرچم‌های دریایی بریتانیا به‌طور مشخص، پرچم‌های متفاوتی با رنگ‌های قرمز، آبی و سفید برای استفاده‌های شهروندی، دولتی و نظامی وجود دارد.

## نمونه‌های پرچم‌های دریایی چند کشور
| بریتانیا |
| بریتانیا |

| استرالیا |
| استرالیا |

| بنگلادش |
| بنگلادش |

| باهاما |
| باهاما |

| فیجی |
| فیجی |

| غنا |
| غنا |

| هند |
| هند |

| مالزی |
| مالزی |

| موریس |
| موریس |

| زلاند نو |
| زلاند نو |

| نیجریه |
| نیجریه |

| پاکستان |
| پاکستان |

| جزایر سلیمان |
| جزایر سلیمان |

| سری‌لانکا |
| سری‌لانکا |

| امارات متحده عربی |
| امارات متحده عربی |

| عربستان سعودی |
| عربستان سعودی |